# Női röplabdatorna az 1996. évi nyári olimpiai játékokon
Az 1996. évi nyári olimpiai játékokon a női röplabdatornát július 20. és augusztus 3. között rendezték. A tornán 12 nemzet csapata vett részt.

## Lebonyolítás
A 12 résztvevőt 2 darab 6 csapatos csoportba sorsolták. Körmérkőzések döntötték el a csoportok végeredményét. A csoportból az első négy helyezett jutott tovább az negyeddöntőbe, ahonnan egyenes kieséses rendszerben folytatódott a torna. A csoportok ötödik és hatodik helyezettjei kiestek.

## Csoportkör
| Színmagyarázat                                              |
| ----------------------------------------------------------- |
| A csoportok első négy helyezettje bejutott a negyeddöntőbe. |
| A csoportok ötödik és hatodik helyezettjei kiestek.         |

### A csoport
|                        |      | Mérkőzések | Mérkőzések | Szettek | Szettek | Szettek | Pontok | Pontok | Pontok |
| Csapat                 | Pont | Gy         | V          | Sz+     | Sz–     | SzA     | P+     | P–     | PA     |
| ---------------------- | ---- | ---------- | ---------- | ------- | ------- | ------- | ------ | ------ | ------ |
| Kína (CHN)             | 10   | 5          | 0          | 15      | 3       | 5,000   | 256    | 181    | 1,414  |
| Egyesült Államok (USA) | 9    | 4          | 1          | 13      | 5       | 2,600   | 241    | 198    | 1,217  |
| Hollandia (NED)        | 8    | 3          | 2          | 10      | 7       | 1,429   | 211    | 179    | 1,179  |
| Dél-Korea (KOR)        | 7    | 2          | 3          | 10      | 9       | 1,111   | 249    | 222    | 1,122  |
| Japán (JPN)            | 6    | 1          | 4          | 3       | 12      | 0,250   | 158    | 199    | 0,794  |
| Ukrajna (UKR)          | 5    | 0          | 5          | 0       | 15      | 0,000   | 89     | 225    | 0,396  |

| 1996. július 20. 10:00 | Hollandia (NED)     | 0–3 | Kína (CHN) | Atlanta Játékvezető: Josebel Palmeirim (BRA), Guennadi Zharikov (RUS) |
| 1996. július 20. 10:00 | (10–15, 5–15, 7–15) |     |            | Atlanta Játékvezető: Josebel Palmeirim (BRA), Guennadi Zharikov (RUS) |

| 1996. július 20. 16:00 | Japán (JPN)           | 0–3 | Dél-Korea (KOR) | Atlanta Játékvezető: Guillermo Paredes (ARG), Pasquale Troia (ITA) |
| 1996. július 20. 16:00 | (10–15, 12–15, 10–15) |     |                 | Atlanta Játékvezető: Guillermo Paredes (ARG), Pasquale Troia (ITA) |

| 1996. július 20. 19:30 | Egyesült Államok (USA) | 3–0 | Ukrajna (UKR) | Atlanta Játékvezető: Dean Turner (AUS), Songsak Chareonpong (THA) |
| 1996. július 20. 19:30 | (15–8, 15–5, 15–11)    |     |               | Atlanta Játékvezető: Dean Turner (AUS), Songsak Chareonpong (THA) |

| 1996. július 22. 10:00 | Kína (CHN)                         | 3–2 | Dél-Korea (KOR) | Atlanta Játékvezető: Frank Leuthaeusser (GER), Gabriel Gimenez (ESP) |
| 1996. július 22. 10:00 | (17–16, 16–14, 2–15, 13–15, 15–13) |     |                 | Atlanta Játékvezető: Frank Leuthaeusser (GER), Gabriel Gimenez (ESP) |

| 1996. július 22. 10:00 | Ukrajna (UKR)      | 0–3 | Japán (JPN) | Atlanta Játékvezető: Peter Henry (CAN), Josebel Palmeirim (BRA) |
| 1996. július 22. 10:00 | (9–15, 5–15, 4–15) |     |             | Atlanta Játékvezető: Peter Henry (CAN), Josebel Palmeirim (BRA) |

| 1996. július 22. 19:30 | Hollandia (NED)             | 1–3 | Egyesült Államok (USA) | Atlanta Játékvezető: Guillermo Paredes (ARG), Pasquale Trioa (ITA) |
| 1996. július 22. 19:30 | (15–12, 10–15, 15–17, 7–15) |     |                        | Atlanta Játékvezető: Guillermo Paredes (ARG), Pasquale Trioa (ITA) |

| 1996. július 24. 10:00 | Japán (JPN)         | 0–3 | Hollandia (NED) | Atlanta Játékvezető: Josebel Palmeirim (BRA), Peter Henry (CAN) |
| 1996. július 24. 10:00 | (3–15, 10–15, 3–15) |     |                 | Atlanta Játékvezető: Josebel Palmeirim (BRA), Peter Henry (CAN) |

| 1996. július 24. 19:30 | Egyesült Államok (USA)     | 1–3 | Kína (CHN) | Atlanta Játékvezető: Gabriel Gimenez (ESP), Patrick Rachard (FRA) |
| 1996. július 24. 19:30 | (8–15, 2–15, 15–12, 12–15) |     |            | Atlanta Játékvezető: Gabriel Gimenez (ESP), Patrick Rachard (FRA) |

| 1996. július 24. 19:30 | Dél-Korea (KOR)     | 3–0 | Ukrajna (UKR) | Atlanta Játékvezető: Jose Sanler Diaz (CUB), Frank Leuthaeusser (GER) |
| 1996. július 24. 19:30 | (15–3, 15–10, 15–7) |     |               | Atlanta Játékvezető: Jose Sanler Diaz (CUB), Frank Leuthaeusser (GER) |

| 1996. július 26. 10:00 | Hollandia (NED)            | 3–1 | Dél-Korea (KOR) | Atlanta Játékvezető: Guillermo Paredes (ARG), Jose Sanler Diaz (CUB) |
| 1996. július 26. 10:00 | (15–11, 15–12, 7–15, 15–8) |     |                 | Atlanta Játékvezető: Guillermo Paredes (ARG), Jose Sanler Diaz (CUB) |

| 1996. július 26. 16:00 | Kína (CHN)         | 3–0 | Ukrajna (UKR) | Atlanta Játékvezető: Abdullah Al-Khlaifi (KSA), Fernando Nava Abarca (MEX) |
| 1996. július 26. 16:00 | (15–4, 15–4, 15–6) |     |               | Atlanta Játékvezető: Abdullah Al-Khlaifi (KSA), Fernando Nava Abarca (MEX) |

| 1996. július 26. 19:30 | Egyesült Államok (USA) | 3–0 | Japán (JPN) | Atlanta Játékvezető: Guennadi Zharikov (RUS), Frank Leuthaeusser (GER) |
| 1996. július 26. 19:30 | (15–11, 15–7, 15–12)   |     |             | Atlanta Játékvezető: Guennadi Zharikov (RUS), Frank Leuthaeusser (GER) |

| 1996. július 28. 10:00 | Japán (JPN)           | 0–3 | Kína (CHN) | Atlanta Játékvezető: Frank Leuthaeusser (GER), Abdullah Al-Khlaifi (KSA) |
| 1996. július 28. 10:00 | (14–16, 11–15, 10–15) |     |            | Atlanta Játékvezető: Frank Leuthaeusser (GER), Abdullah Al-Khlaifi (KSA) |

| 1996. július 28. 16:00 | Dél-Korea (KOR)            | 1–3 | Egyesült Államok (USA) | Atlanta Játékvezető: Konstantinos Margaritis (GRE), Guillermo Paredes (ARG) |
| 1996. július 28. 16:00 | (15–10, 13–15, 9–15, 3–15) |     |                        | Atlanta Játékvezető: Konstantinos Margaritis (GRE), Guillermo Paredes (ARG) |

| 1996. július 28. 16:00 | Ukrajna (UKR)      | 0–3 | Hollandia (NED) | Atlanta Játékvezető: Pasquale Troia (ITA), Patrick Rachard (FRA) |
| 1996. július 28. 16:00 | (3–15, 5–15, 5–15) |     |                 | Atlanta Játékvezető: Pasquale Troia (ITA), Patrick Rachard (FRA) |

### B csoport
|                   |      | Mérkőzések | Mérkőzések | Szettek | Szettek | Szettek | Pontok | Pontok | Pontok |
| Csapat            | Pont | Gy         | V          | Sz+     | Sz–     | SzA     | P+     | P–     | PA     |
| ----------------- | ---- | ---------- | ---------- | ------- | ------- | ------- | ------ | ------ | ------ |
| Brazília (BRA)    | 10   | 5          | 0          | 15      | 1       | 15,000  | 238    | 121    | 1,967  |
| Oroszország (RUS) | 9    | 4          | 1          | 12      | 4       | 3,000   | 217    | 140    | 1,550  |
| Kuba (CUB)        | 8    | 3          | 2          | 10      | 6       | 1,667   | 196    | 156    | 1,256  |
| Németország (GER) | 7    | 2          | 3          | 7       | 9       | 0,778   | 163    | 191    | 0,853  |
| Kanada (CAN)      | 6    | 1          | 4          | 3       | 14      | 0,214   | 156    | 239    | 0,653  |
| Peru (PER)        | 5    | 0          | 5          | 2       | 15      | 0,133   | 129    | 252    | 0,512  |

| 1996. július 20. 10:00 | Oroszország (RUS)   | 3–0 | Németország (GER) | Atlanta Játékvezető: Konstantinos Margaritis (GRE), Takashi Shimoyama (JPN) |
| 1996. július 20. 10:00 | (15–5, 15–10, 15–7) |     |                   | Atlanta Játékvezető: Konstantinos Margaritis (GRE), Takashi Shimoyama (JPN) |

| 1996. július 20. 16:00 | Kanada (CAN)       | 0–3 | Kuba (CUB) | Atlanta Játékvezető: Fernando Nava Abarca (MEX), Gabriel Gimenez (ESP) |
| 1996. július 20. 16:00 | (8–15, 8–15, 5–15) |     |            | Atlanta Játékvezető: Fernando Nava Abarca (MEX), Gabriel Gimenez (ESP) |

| 1996. július 20. 19:30 | Brazília (BRA)     | 3–0 | Peru (PER) | Atlanta Játékvezető: Patrick Rachard (FRA), Petrus Carolus Scheffer (NED) |
| 1996. július 20. 19:30 | (15–7, 15–1, 15–5) |     |            | Atlanta Játékvezető: Patrick Rachard (FRA), Petrus Carolus Scheffer (NED) |

| 1996. július 22. 16:00 | Oroszország (RUS)  | 3–0 | Kanada (CAN) | Atlanta Játékvezető: Songsak Chareonpong (THA), Fernando Nava Abarca (MEX) |
| 1996. július 22. 16:00 | (15–1, 15–7, 15–9) |     |              | Atlanta Játékvezető: Songsak Chareonpong (THA), Fernando Nava Abarca (MEX) |

| 1996. július 22. 16:00 | Németország (GER)   | 3–0 | Peru (PER) | Atlanta Játékvezető: Neill Luebke (USA), Abdullah Al-Khlaifi (KSA) |
| 1996. július 22. 16:00 | (15–11, 15–6, 15–3) |     |            | Atlanta Játékvezető: Neill Luebke (USA), Abdullah Al-Khlaifi (KSA) |

| 1996. július 22. 19:30 | Kuba (CUB)           | 0–3 | Brazília (BRA) | Atlanta Játékvezető: Petrus Carolus Scheffer (NED), Jarmo Salonen (FIN) |
| 1996. július 22. 19:30 | (11–15, 10–15, 4–15) |     |                | Atlanta Játékvezető: Petrus Carolus Scheffer (NED), Jarmo Salonen (FIN) |

| 1996. július 24. 10:00 | Kanada (CAN)        | 0–3 | Németország (GER) | Atlanta Játékvezető: Abdullah Al-Khlaifi (KSA), Guillermo Paredes (ARG) |
| 1996. július 24. 10:00 | (5–15, 12–15, 6–15) |     |                   | Atlanta Játékvezető: Abdullah Al-Khlaifi (KSA), Guillermo Paredes (ARG) |

| 1996. július 24. 16:00 | Brazília (BRA)       | 3–0 | Oroszország (RUS) | Atlanta Játékvezető: Songsak Chareonpong (THA), Young-Ho Cho (KOR) |
| 1996. július 24. 16:00 | (15–3, 15–11, 15–13) |     |                   | Atlanta Játékvezető: Songsak Chareonpong (THA), Young-Ho Cho (KOR) |

| 1996. július 24. 16:00 | Peru (PER)          | 0–3 | Kuba (CUB) | Atlanta Játékvezető: Pasquale Troia (ITA), Dean Turner (AUS) |
| 1996. július 24. 16:00 | (2–15, 5–15, 10–15) |     |            | Atlanta Játékvezető: Pasquale Troia (ITA), Dean Turner (AUS) |

| 1996. július 26. 10:00 | Oroszország (RUS)   | 3–0 | Peru (PER) | Atlanta Játékvezető: Thomas Blue (USA), Zheng Zhong Qu (CHN) |
| 1996. július 26. 10:00 | (15–11, 15–8, 15–1) |     |            | Atlanta Játékvezető: Thomas Blue (USA), Zheng Zhong Qu (CHN) |

| 1996. július 26. 16:00 | Németország (GER)  | 0–3 | Kuba (CUB) | Atlanta Játékvezető: Dean Turner (AUS), Takashi Shimoyama (JPN) |
| 1996. július 26. 16:00 | (6–15, 8–15, 4–15) |     |            | Atlanta Játékvezető: Dean Turner (AUS), Takashi Shimoyama (JPN) |

| 1996. július 26. 19:30 | Kanada (CAN)        | 0–3 | Brazília (BRA) | Atlanta Játékvezető: Pasquale Troia (ITA), Songsak Chareonpong (THA) |
| 1996. július 26. 19:30 | (6–15, 6–15, 11–15) |     |                | Atlanta Játékvezető: Pasquale Troia (ITA), Songsak Chareonpong (THA) |

| 1996. július 28. 10:00 | Brazília (BRA)            | 3–1 | Németország (GER) | Atlanta Játékvezető: Songsak Chareonpong (THA), Fernando Nava Abarca (MEX) |
| 1996. július 28. 10:00 | (15–4, 13–15, 15–6, 15–8) |     |                   | Atlanta Játékvezető: Songsak Chareonpong (THA), Fernando Nava Abarca (MEX) |

| 1996. július 28. 19:30 | Kuba (CUB)                | 1–3 | Oroszország (RUS) | Atlanta Játékvezető: Takashi Shimoyama (JPN), Dean Turner (AUS) |
| 1996. július 28. 19:30 | (15–10, 6–15, 7–15, 8–15) |     |                   | Atlanta Játékvezető: Takashi Shimoyama (JPN), Dean Turner (AUS) |

| 1996. július 28. 19:30 | Peru (PER)                        | 2–3 | Kanada (CAN) | Atlanta Játékvezető: Young-Ho Cho (KOR), Jarmo Salonen (FIN) |
| 1996. július 28. 19:30 | (17–16, 6–15, 15–11, 9–15, 12–15) |     |              | Atlanta Játékvezető: Young-Ho Cho (KOR), Jarmo Salonen (FIN) |

## Egyenes kieséses szakasz
|  |              |                        |                   |                   |   |                |                |                   |                   |               |               |       |       |
|  | Negyeddöntők | Negyeddöntők           | Negyeddöntők      |                   |   | Elődöntők      | Elődöntők      | Elődöntők         |                   |               | Döntő         | Döntő | Döntő |
|  | Negyeddöntők | Negyeddöntők           | Negyeddöntők      |                   |   | Elődöntők      | Elődöntők      | Elődöntők         |                   |               | Döntő         | Döntő | Döntő |
|  | július 30.   |                        |                   |                   |   |                |                |                   |                   |               |               |       |       |
|  |              |                        |                   |                   |   |                |                |                   |                   |               |               |       |       |
|  | A1           | Kína (CHN)             | 3                 |                   |   |                |                |                   |                   |               |               |       |       |
|  | A1           | Kína (CHN)             | 3                 | augusztus 1.      |   |                |                |                   |                   |               |               |       |       |
|  | B4           | Németország (GER)      | 0                 |                   |   |                |                |                   |                   |               |               |       |       |
|  | B4           | Németország (GER)      | 0                 |                   |   | Kína (CHN)     | Kína (CHN)     | 3                 |                   |               |               |       |       |
|  | július 30.   |                        |                   |                   |   | Kína (CHN)     | Kína (CHN)     | 3                 |                   |               |               |       |       |
|  |              |                        | Oroszország (RUS) | Oroszország (RUS) | 1 |                |                |                   |                   |               |               |       |       |
|  | A3           | Hollandia (NED)        | Oroszország (RUS) | Oroszország (RUS) | 1 | 1              |                |                   |                   |               |               |       |       |
|  | A3           | Hollandia (NED)        |                   |                   |   | 1              | augusztus 3.   |                   |                   |               |               |       |       |
|  | B2           | Oroszország (RUS)      | 3                 |                   |   |                |                |                   |                   |               |               |       |       |
|  | B2           | Oroszország (RUS)      | 3                 |                   |   | Kína (CHN)     | Kína (CHN)     | 1                 |                   |               |               |       |       |
|  | július 30.   |                        |                   |                   |   | Kína (CHN)     | Kína (CHN)     | 1                 |                   |               |               |       |       |
|  |              |                        | Kuba (CUB)        | Kuba (CUB)        | 3 |                |                |                   |                   |               |               |       |       |
|  | A2           | Egyesült Államok (USA) | Kuba (CUB)        | Kuba (CUB)        | 3 | 0              |                |                   |                   |               |               |       |       |
|  | A2           | Egyesült Államok (USA) | augusztus 1.      |                   |   | 0              |                |                   |                   |               |               |       |       |
|  | B3           | Kuba (CUB)             | 3                 |                   |   |                |                |                   |                   |               |               |       |       |
|  | B3           | Kuba (CUB)             | 3                 |                   |   | Kuba (CUB)     | Kuba (CUB)     | 3                 | Bronzmérkőzés     | Bronzmérkőzés | Bronzmérkőzés |       |       |
|  | július 30.   |                        |                   |                   |   | Kuba (CUB)     | Kuba (CUB)     | 3                 | Bronzmérkőzés     | Bronzmérkőzés | Bronzmérkőzés |       |       |
|  |              |                        | Brazília (BRA)    | Brazília (BRA)    | 2 |                |                | augusztus 3.      | augusztus 3.      | augusztus 3.  |               |       |       |
|  | A4           | Dél-Korea (KOR)        | Brazília (BRA)    | Brazília (BRA)    | 2 | 0              |                | augusztus 3.      | augusztus 3.      | augusztus 3.  |               |       |       |
|  | A4           | Dél-Korea (KOR)        |                   |                   |   |                |                | Oroszország (RUS) | Oroszország (RUS) | 2             |               |       |       |
|  | B1           | Brazília (BRA)         | 3                 |                   |   |                |                | Oroszország (RUS) | Oroszország (RUS) | 2             |               |       |       |
|  | B1           | Brazília (BRA)         | 3                 |                   |   | Brazília (BRA) | Brazília (BRA) | 3                 |                   |               |               |       |       |
|  |              |                        |                   |                   |   | Brazília (BRA) | Brazília (BRA) | 3                 |                   |               |               |       |       |

### Negyeddöntők
| 1996. július 30. 8:00 | Kína (CHN)          | 3–0 | Németország (GER) | Atlanta Játékvezető: Guillermo Paredes (ARG), Fernando Nava Abarca (MEX) |
| 1996. július 30. 8:00 | (15–12, 15–8, 15–8) |     |                   | Atlanta Játékvezető: Guillermo Paredes (ARG), Fernando Nava Abarca (MEX) |

| 1996. július 30. 8:00 | Hollandia (NED)            | 1–3 | Oroszország (RUS) | Atlanta Játékvezető: Konstantinos Margaritis (GRE), Abdullah Al-Khlaifi (KSA) |
| 1996. július 30. 8:00 | (15–10, 7–15, 9–15, 10–15) |     |                   | Atlanta Játékvezető: Konstantinos Margaritis (GRE), Abdullah Al-Khlaifi (KSA) |

| 1996. július 30. 19:30 | Egyesült Államok (USA) | 0–3 | Kuba (CUB) | Atlanta Játékvezető: Jarmo Salonen (FIN), Dean Turner (AUS) |
| 1996. július 30. 19:30 | (1–15, 10–15, 12–15)   |     |            | Atlanta Játékvezető: Jarmo Salonen (FIN), Dean Turner (AUS) |

| 1996. július 30. 19:30 | Dél-Korea (KOR)     | 0–3 | Brazília (BRA) | Atlanta Játékvezető: Pasquale Troia (ITA), Patrick Rachard (FRA) |
| 1996. július 30. 19:30 | (4–15, 2–15, 10–15) |     |                | Atlanta Játékvezető: Pasquale Troia (ITA), Patrick Rachard (FRA) |

### Az 5–8. helyért
| 1996. július 31. 8:00 | Németország (GER)                 | 2–3 | Hollandia (NED) | Atlanta Játékvezető: Neill Luebke (USA), Josebel Palmeirim (BRA) |
| 1996. július 31. 8:00 | (12–15, 15–9, 15–13, 9–15, 10–15) |     |                 | Atlanta Játékvezető: Neill Luebke (USA), Josebel Palmeirim (BRA) |

| 1996. július 31. 8:00 | Egyesült Államok (USA) | 0–3 | Dél-Korea (KOR) | Atlanta Játékvezető: Gabriel Gimenez (ESP), Guennadi Zharikov (RUS) |
| 1996. július 31. 8:00 | (12–15, 5–15, 11–15)   |     |                 | Atlanta Játékvezető: Gabriel Gimenez (ESP), Guennadi Zharikov (RUS) |

### Elődöntők
| 1996. augusztus 1. 19:30 | Kuba (CUB)                        | 3–2 | Brazília (BRA) | Atlanta Játékvezető: Petrus Carolus Scheffer (NED), Frank Leuthaeusser (GER) |
| 1996. augusztus 1. 19:30 | (5–15, 15–8, 10–15, 15–13, 15–12) |     |                | Atlanta Játékvezető: Petrus Carolus Scheffer (NED), Frank Leuthaeusser (GER) |

| 1996. augusztus 1. 19:30 | Kína (CHN)                 | 3–1 | Oroszország (RUS) | Atlanta Játékvezető: Peter Henry (CAN), Thomas Blue (USA) |
| 1996. augusztus 1. 19:30 | (12–15, 15–5, 15–8, 15–12) |     |                   | Atlanta Játékvezető: Peter Henry (CAN), Thomas Blue (USA) |

### A 7. helyért
| 1996. augusztus 1. 13:30 | Németország (GER)         | 1–3 | Egyesült Államok (USA) | Atlanta Játékvezető: Songsak Chareonpong (THA), Fernando Nava Abarca (MEX) |
| 1996. augusztus 1. 13:30 | (16–17, 6–15, 15–5, 6–15) |     |                        | Atlanta Játékvezető: Songsak Chareonpong (THA), Fernando Nava Abarca (MEX) |

### Az 5. helyért
| 1996. augusztus 1. 13:30 | Hollandia (NED)     | 3–0 | Dél-Korea (KOR) | Atlanta Játékvezető: Josebel Palmeirim (BRA), Gabriel Gimenez (ESP) |
| 1996. augusztus 1. 13:30 | (15–9, 15–9, 15–13) |     |                 | Atlanta Játékvezető: Josebel Palmeirim (BRA), Gabriel Gimenez (ESP) |

### Bronzmérkőzés
| 1996. augusztus 3. 12:00 | Oroszország (RUS)                 | 2–3 | Brazília (BRA) | Atlanta Játékvezető: Barry Dragon (USA), Zheng Zhong Qu (CHN) |
| 1996. augusztus 3. 12:00 | (13–15, 15–4, 14–16, 15–8, 13–15) |     |                | Atlanta Játékvezető: Barry Dragon (USA), Zheng Zhong Qu (CHN) |

### Döntő
| 1996. augusztus 3. 14:00 | Kína (CHN)                  | 1–3 | Kuba (CUB) | Atlanta Játékvezető: Jarmo Salonen (FIN), Patrick Rachard (FRA) |
| 1996. augusztus 3. 14:00 | (16–14, 12–15, 16–17, 6–15) |     |            | Atlanta Játékvezető: Jarmo Salonen (FIN), Patrick Rachard (FRA) |

| Az 1996. évi nyári olimpiai játékok női röplabdatornájának olimpiai bajnoka |
| · KUBA · 2. cím                                                             |
| --------------------------------------------------------------------------- |

## Végeredmény
|          |                        |      | Mérkőzések | Mérkőzések | Szettek | Szettek | Szettek | Pontok | Pontok | Pontok |
| Helyezés | Csapat                 | Pont | Gy         | V          | Sz+     | Sz–     | SzA     | P+     | P–     | PA     |
| -------- | ---------------------- | ---- | ---------- | ---------- | ------- | ------- | ------- | ------ | ------ | ------ |
| Arany    | Kuba (CUB)             | 14   | 6          | 2          | 19      | 9       | 2,111   | 362    | 292    | 1,24   |
| Ezüst    | Kína (CHN)             | 15   | 7          | 1          | 22      | 7       | 3,143   | 408    | 310    | 1,316  |
| Bronz    | Brazília (BRA)         | 15   | 7          | 1          | 23      | 6       | 3,833   | 404    | 267    | 1,513  |
| 4.       | Oroszország (RUS)      | 13   | 5          | 3          | 18      | 11      | 1,636   | 382    | 296    | 1,291  |
|          |                        |      |            |            |         |         |         |        |        |        |
| 5.       | Hollandia (NED)        | 13   | 5          | 3          | 17      | 12      | 1,417   | 364    | 326    | 1,117  |
| 6.       | Dél-Korea (KOR)        | 11   | 3          | 5          | 13      | 15      | 0,867   | 341    | 340    | 1,003  |
| 7.       | Egyesült Államok (USA) | 13   | 5          | 3          | 16      | 12      | 1,333   | 344    | 331    | 1,039  |
| 8.       | Németország (GER)      | 10   | 2          | 6          | 10      | 18      | 0,556   | 295    | 355    | 0,831  |
|          |                        |      |            |            |         |         |         |        |        |        |
| 9.       | Japán (JPN)            | 6    | 1          | 4          | 3       | 12      | 0,250   | 158    | 199    | 0,794  |
| 10.      | Kanada (CAN)           | 6    | 1          | 4          | 3       | 14      | 0,214   | 156    | 239    | 0,653  |
| 11.      | Peru (PER)             | 5    | 0          | 5          | 2       | 15      | 0,133   | 129    | 252    | 0,512  |
| 12.      | Ukrajna (UKR)          | 5    | 0          | 5          | 0       | 15      | 0,000   | 89     | 225    | 0,396  |